# Polanco (Ciudad de México)
Polanco es una colonia de la Ciudad de México, ubicada al centro de la Alcaldía Miguel Hidalgo. Los nombres de sus calles aluden a importantes pensadores clásicos, cerca del centro de la Ciudad de México.
Esta colonia alberga diversos recintos culturales, sedes empresariales, embajadas, hoteles de cinco estrellas, restaurantes y tiendas de lujo, así como centros comerciales de gama alta. 
Se caracteriza por su diversidad cultural al ser habitada por descendientes de españoles, judíos asquenazíes, libaneses, entre otros.

## Historia

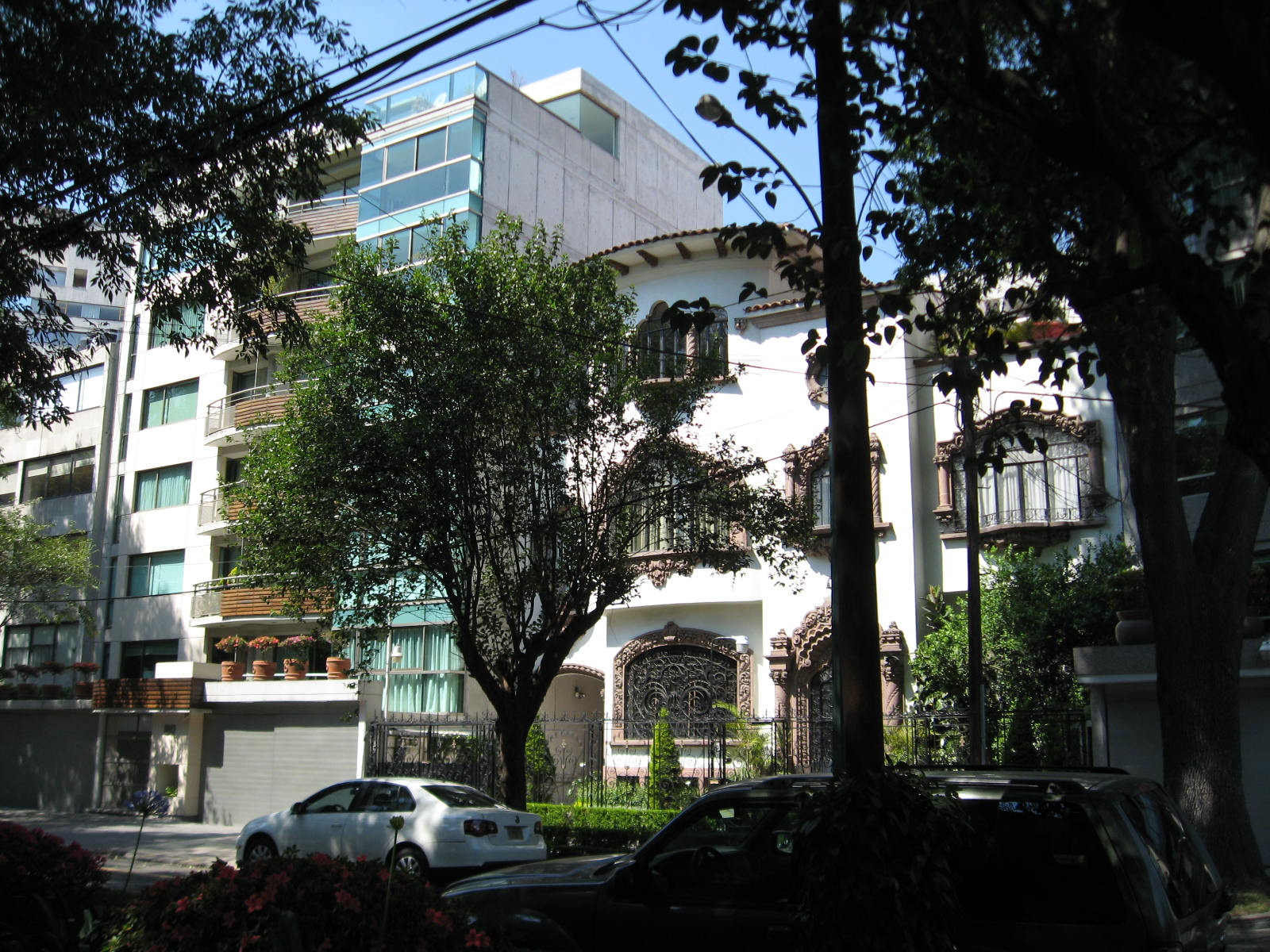
Casas coloniales-californianas, edificios minimalistas y funcionalistas abundan al sur de Polanco.

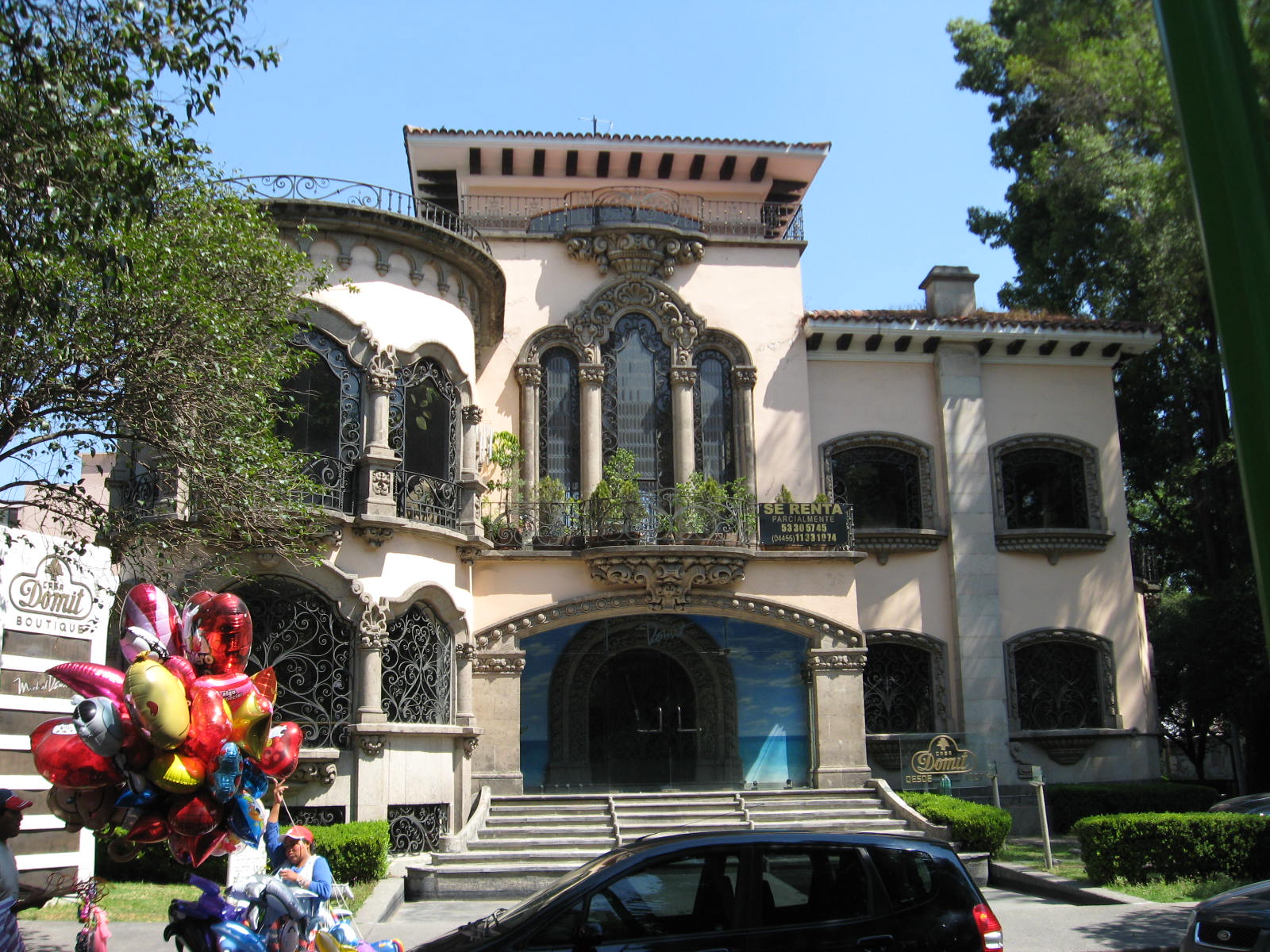
Casa Domit en Polanco

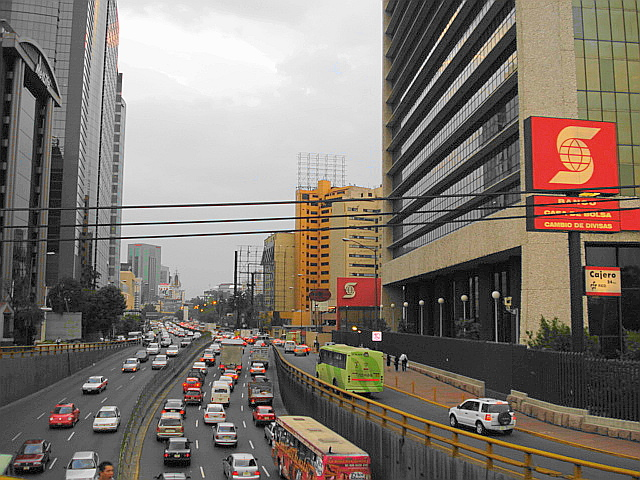
Anillo Periférico en Polanco.

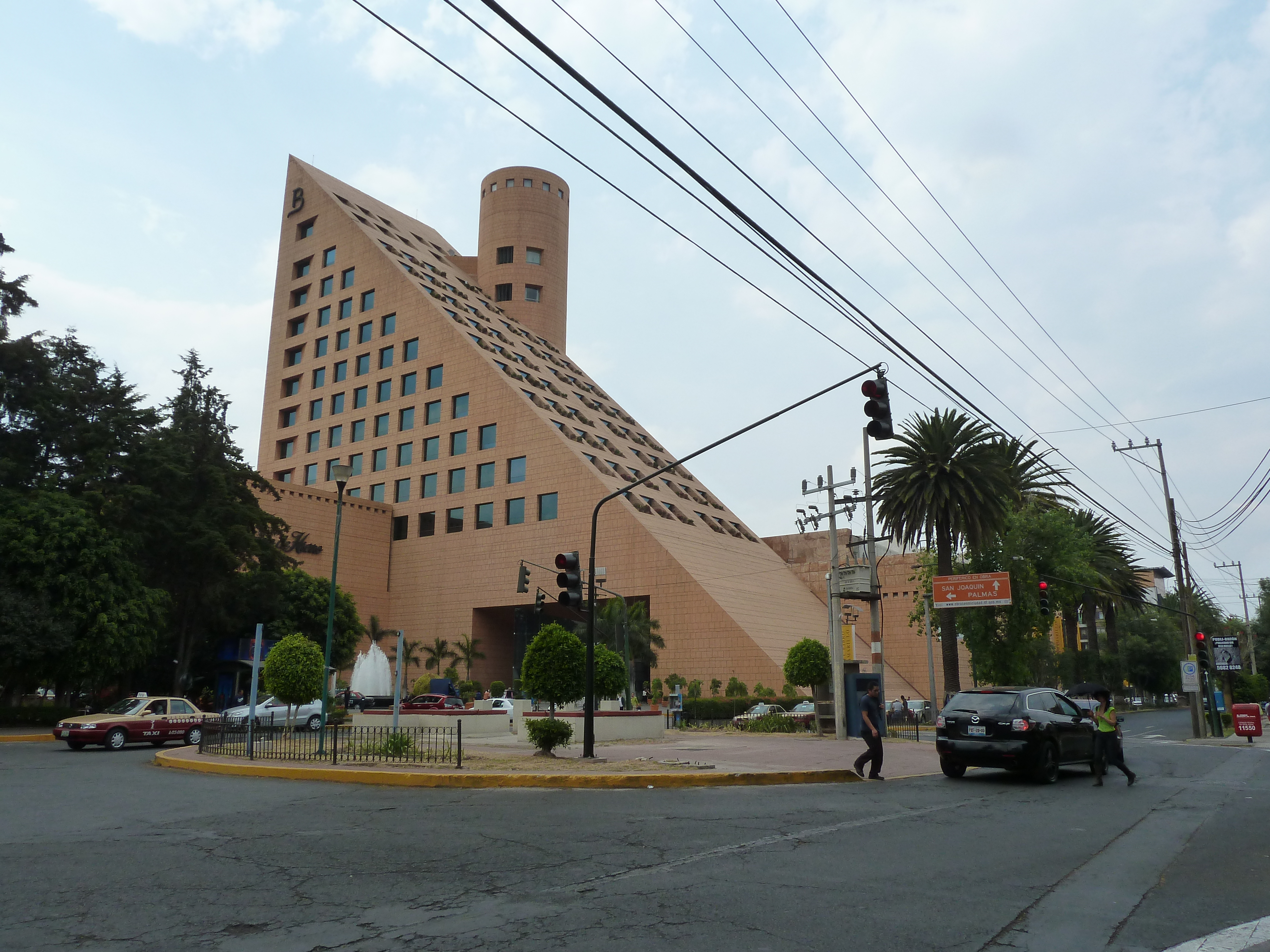
Palacio de Hierro sucursal Palacio de los Palacios Polanco, en la calle Horacio; arquitectos: Sordo Madaleno Asociados S.C., 1997.

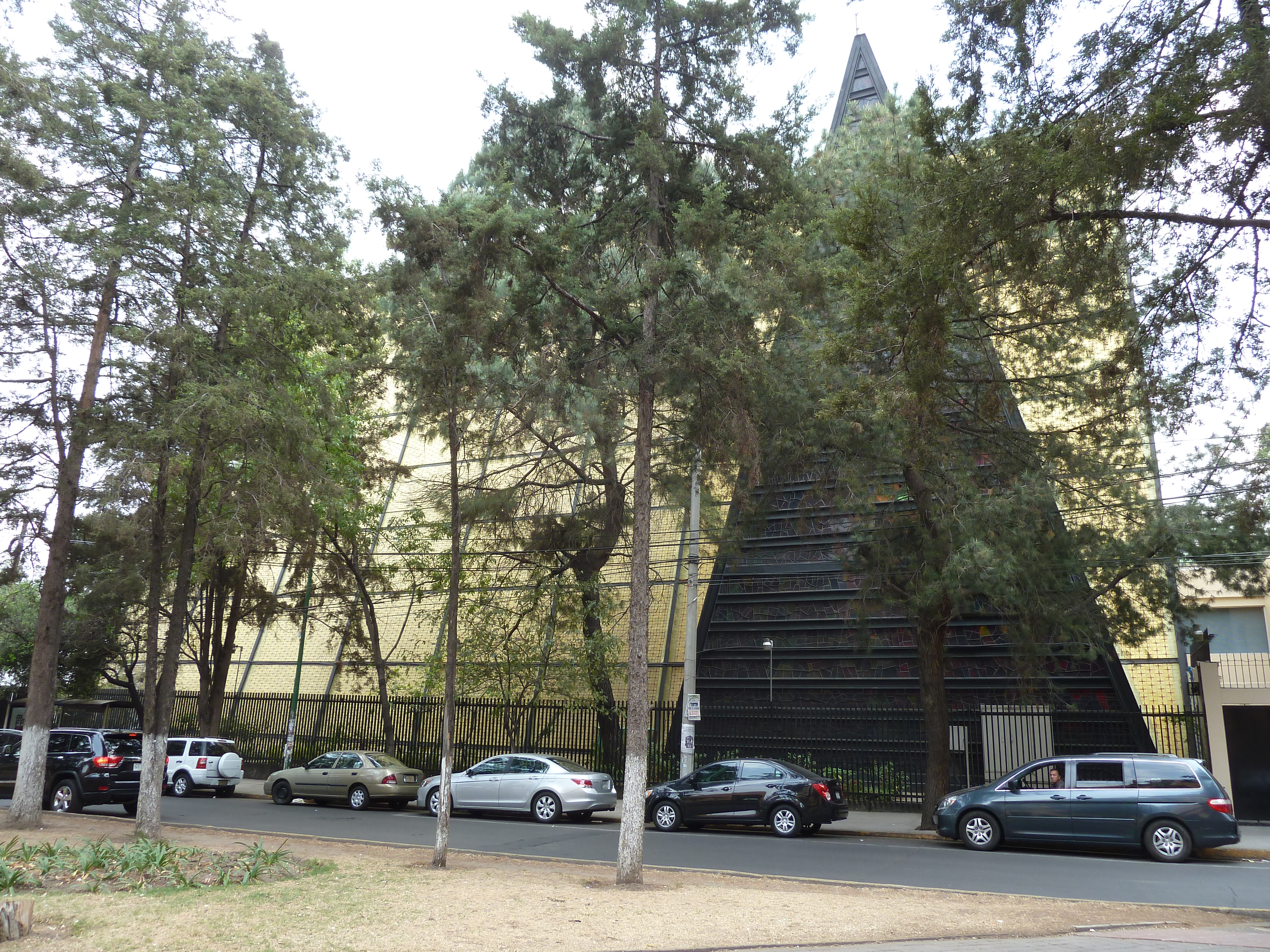
Iglesia de San Ignacio de Loyola, en la calle Horacio; arquitecto: Juan Sordo Madaleno (1961-62)

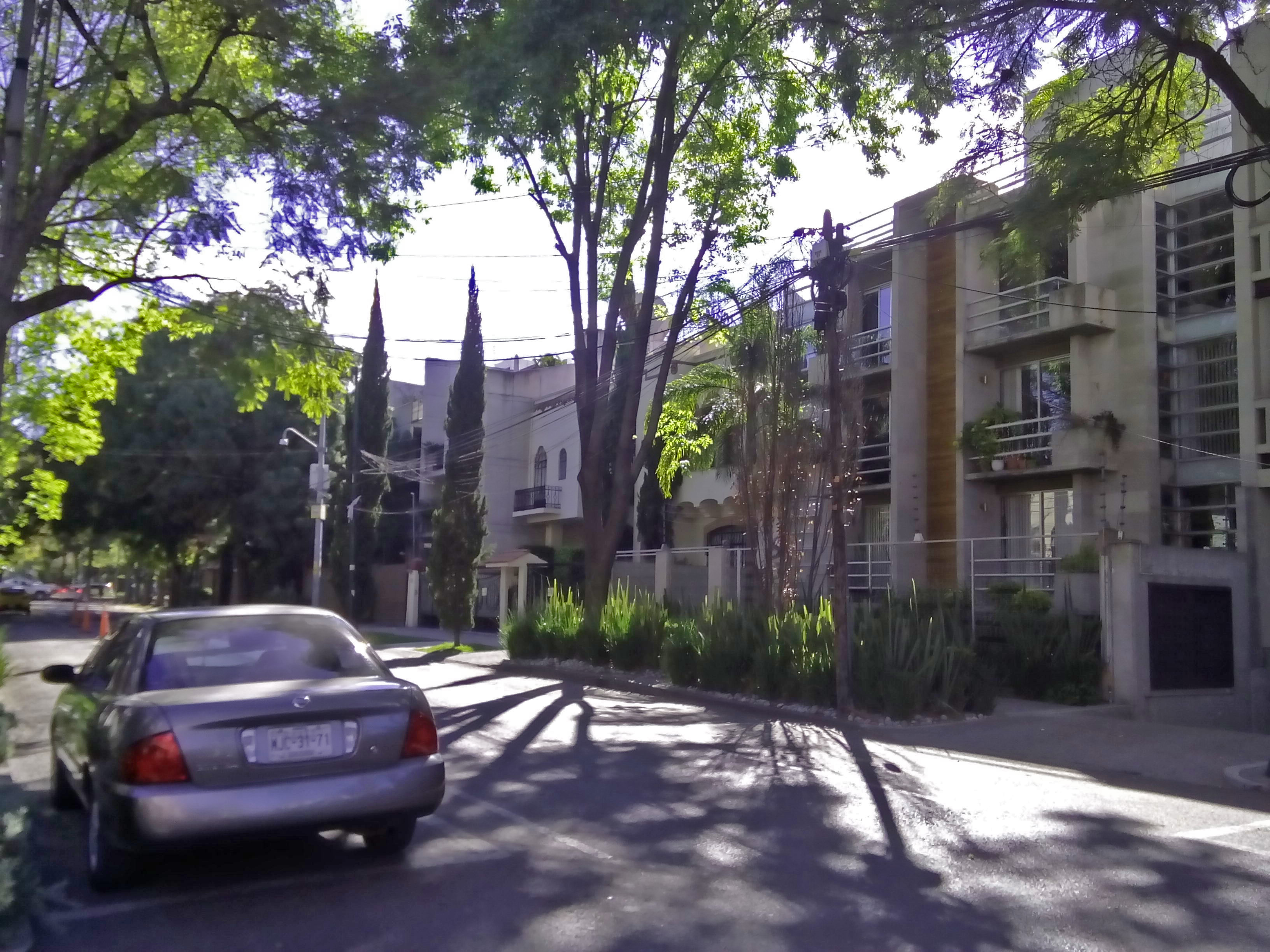
Las calles de Polanco aún conservan casas de estilo colonial californiano entre numerosas edificaciones nuevas de departamentos

La colonia tomó su nombre de un río que cruzaba por lo que hoy es la avenida Campos Elíseos, además de honrar la memoria del jesuita español Juan Alfonso de Polanco, quien fuera secretario de Ignacio de Loyola y cuyos descendientes eran miembros del consejo de los reyes de España en el sigo XVIII y llegaron a México como funcionarios de la Corona.
En un plano elaborado por Francisco Antonio de Guerrero y Torres y fechado en 1784, se ubica una «casa arruinada de Polanco» en los terrenos de la próspera  Hacienda de San Juan de los Morales. Dicha hacienda formó parte de las tierras donadas en el siglo XVI a Hernán Cortés por el rey de España, dependientes de la jurisdicción de Tacuba. Al inicio de la época de la Nueva España parte de estas tierras (cercanas al actual casco de la hacienda) fueron ocupadas para la siembra de las moreras, propiedad del famoso químico español, José Donaciano Morales de Altamirano. El casco de la hacienda como actualmente se conoce, data del siglo XVIII... Y las extensiones de tierras que pertenecían a la hacienda entonces comienzan a ser fraccionadas a fines de la década de 1920.
Después de terminada la Revolución mexicana, con el crecimiento de la ciudad y la consecuente demanda de espacios urbanos, la compañía De La Lama y Basurto, fraccionadora que tenían su residencia en la actual colonia Nápoles y que habían dado origen a colonias como la Insurgentes San Borja en la zona de la colonia del Valle, o la colonia Hipódromo y las Lomas de Chapultepec, fraccionaron parte de los terrenos que pertenecían a la Hacienda de los Morales, precisamente los ubicados al norte del Bosque de Chapultepec, aprovechando la ampliación realizada al Paseo de la Reforma hacia el poniente de la capital. Ofreciendo en ese entonces una alternativa de vida sin los ajetreos diarios de la ciudad, pero en su momento cercana a la misma.[cita requerida]
En un principio fue fraccionada el área que comprende el cuadrilátero formado por avenida Presidente Masaryk, Anatole France, Paseo de la Reforma y Arquímedes, teniendo como centro el Parque Lincoln. La Avenida Julio Verne era la entrada a la colonia por el Paseo de la Reforma. Una vez finalizada la urbanización de estos espacios, y cuando Polanco comenzó a crecer, se desarrollaron las demás secciones.
Para la nomenclatura de sus calles se tomaron los nombres de humanistas, escritores y filósofos. Como ejemplo, algunas de las vías principales llevan el nombre de Horacio, Homero, Molière, entre otras.
Polanco recibió a gente de la clase media alta que buscaba salir del centro de la ciudad, así como a profesionistas y a residentes de zonas de clase alta más antiguas, como la Roma. Esta área también alojó, desde sus inicios, a varias comunidades radicadas en la capital, como la judía, la española, la francesa, la alemana y la libanesa, que se asentaron en el lugar y las cuales aún mantienen una fuerte presencia.
A finales de los años 60 en la colonia se empezaron a construir altos edificios de tipo habitacional, sobre todo en su extremo poniente.
Durante los años 70, se dio un ligero proceso de despoblamiento, el cual se incrementó con el gran terremoto de 1985, al igual que sucedió en otras colonias en la zona centro de la ciudad.
Desde finales de los años 90, Polanco ha sido objeto de un explosivo crecimiento inmobiliario, su plusvalía por metro cuadrado ha incrementado su valor exponencialmente y muchos de los predios que en su momento fueron unifamiliares han dado paso a edificios (de departamentos u oficinas), así como a negocios y establecimientos de todo tipo e inclusive a enormes corporativos; todo ello ha vuelto a llenar de vida la zona. Aunque al mismo tiempo se ha traducido en muy intensos problemas urbanos como el tráfico vehicular. 
Polanco es un sitio muy atractivo para los visitantes de la ciudad, que acuden para ir de compras, a sus restaurantes de lujo tanto de comida nacional como internacional para degustar menús con estrellas michelín, o simplemente a pasear entre sus calles, parques y observar la infraestructura y la arquitectura de las casas, edificios, iglesias y sinagogas.

## División Territorial y Delimitación

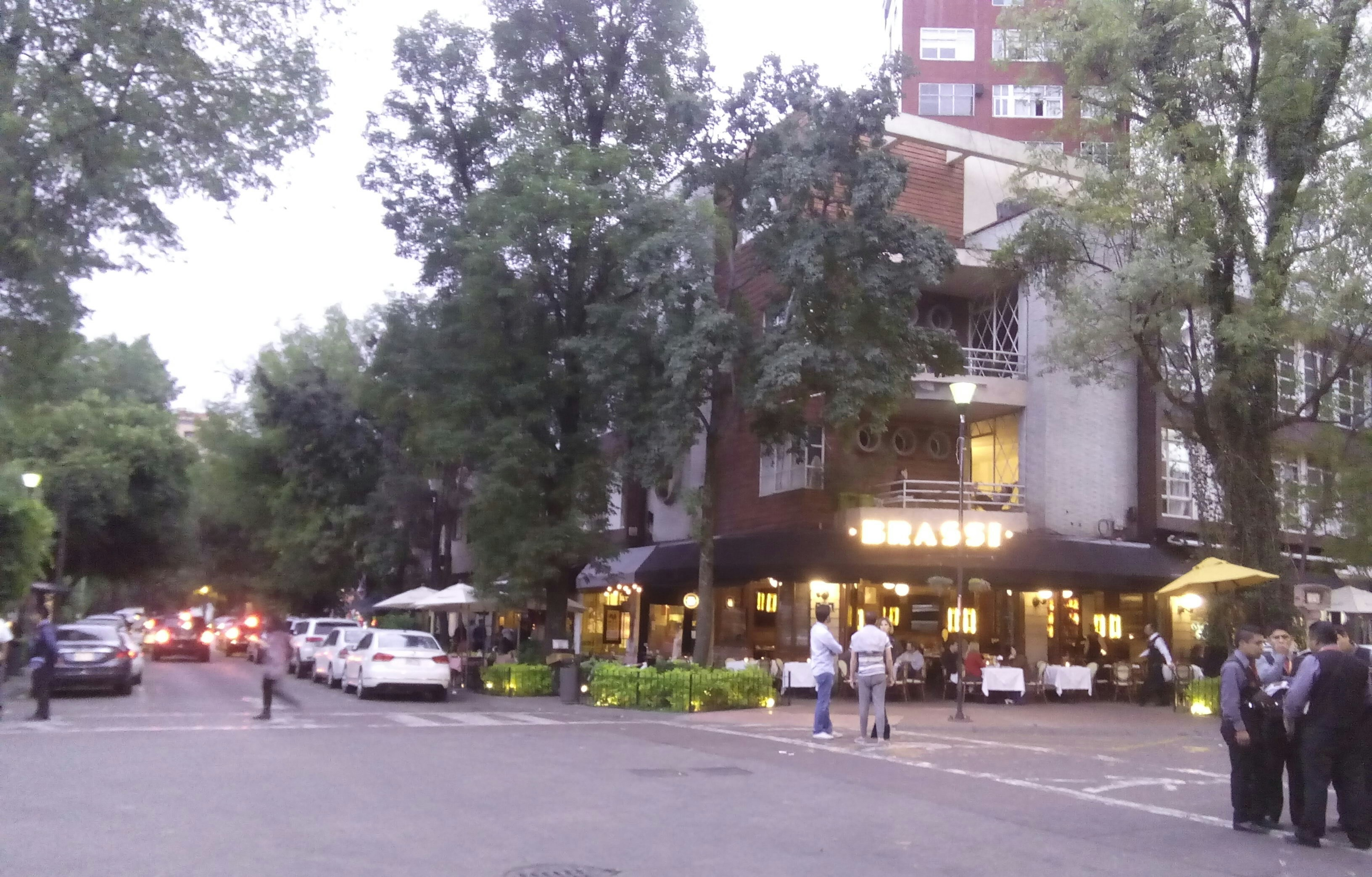
El área de "Polanquito" es una de las más dinámicas debido a su gran oferta de restaurantes y cafés en el límite con el Parque Lincoln.

Polanco se encuentra dividida en cinco secciones, estando delimitada la totalidad de la colonia de la siguiente forma:
| Límite   | Vialidad                       | Colindancia                                                                            |
| -------- | ------------------------------ | -------------------------------------------------------------------------------------- |
| Norte    | Av. Ejército Nacional Mexicano | - Colonia Irrigación - Colonia Granada                                                 |
| Oriente  | Av. General Mariano Escobedo   | - Colonia Anzures                                                                      |
| Sur      | Av. Paseo de la Reforma        | - Bosque de Chapultepec                                                                |
| Poniente | Anillo Periférico              | - Colonia Bosques de Chapultepec - Colonia Reforma Social - Colonia Residencia Militar |

Antes de la subdivisión de Polanco mediante cinco secciones, la colonia se encontraba dividida en esta subdivisión para reemplazar la nomenclatura que antes había existido, y que comprendía nueve colonias: Bosque de Chapultepec, Bosque de Chapultepec Polanco, Chapultepec Morales, Chapultepec Polanco, Los Morales - Sección Palmas, Los Morales - Sección Alameda, Polanco Reforma, Polanco Chapultepec, y Rincón del Bosque.

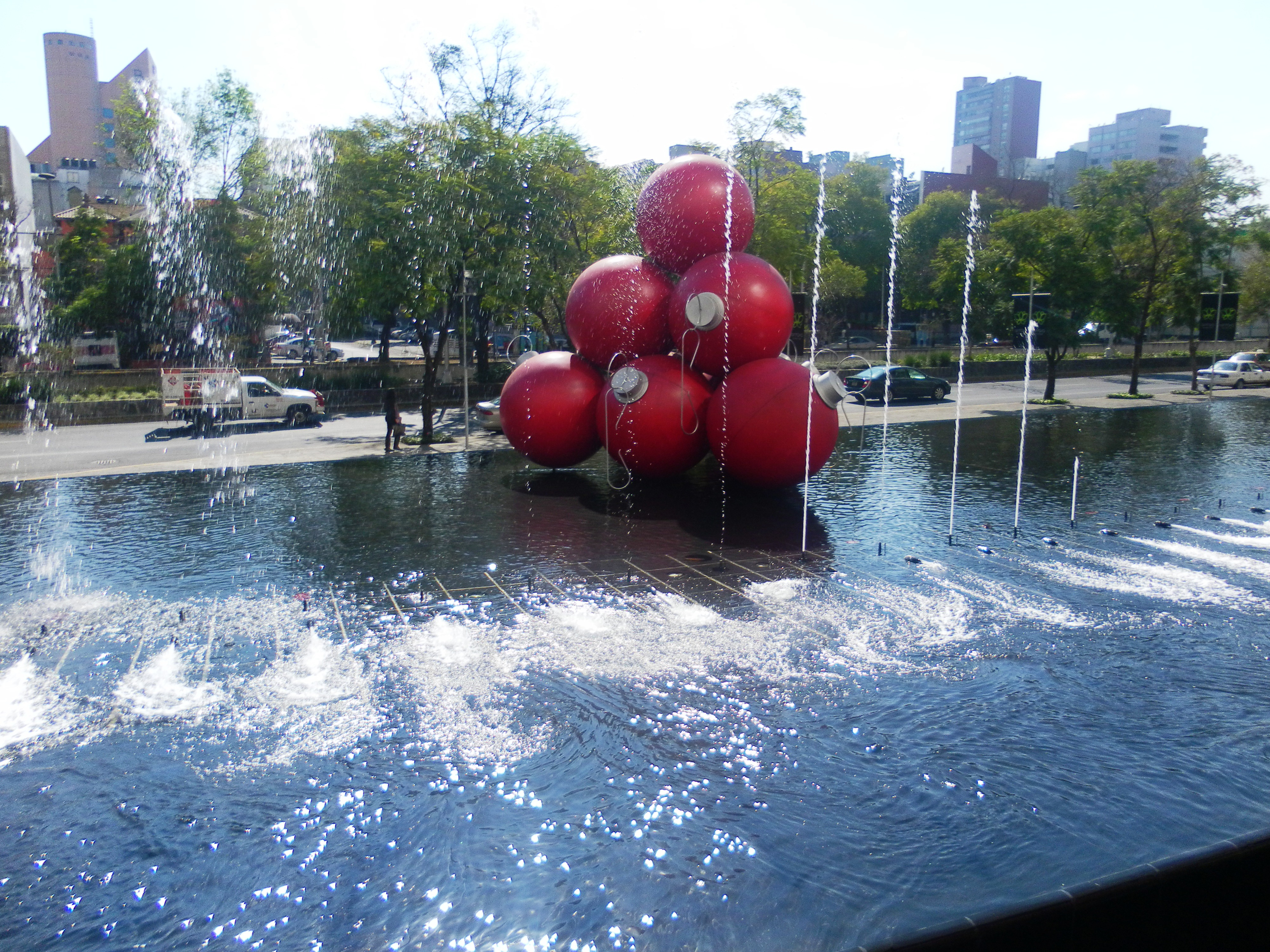
Antara Polanco, Ciudad de México

En la Tercera Sección se encuentra la zona de Polanquito delimitada por Avenida Horacio, Paseo de la Reforma y las calles de Moliere y Arquimedes. Esta zona, considerada el centro de la colonia, cuenta con alta actividad recreativa y comercial, con muchos restaurantes de alta calidad gastronómica.
Otra zona a destacar es la conformada por el corredor comercial de Avenida Presidente Masaryk, considerada una de las calles más caras del mundo y la más cara y lujosa de América Latina, seguida por la calle brasileña García D'avilla que ostenta el segundo lugar. En la Avenida Presidente Masaryk se encuentran muchas de las tiendas más lujosas de México.

## Infraestructura

### Arquitectura
Cuando se fundó Polanco, en México se vivía la influencia del estilo de vida estadounidense, caracterizado por el uso común del coche, y la idea de la ciudad jardín, con las casas al centro rodeadas de una gran extensión verde.
El estilo que imperó en la construcción fue el colonial californiano, cuando se levantaron grandes y elegantes casonas y mansiones de este estilo, equipadas con las modernidades de la época y rodeadas de jardín, ya que las dimensiones de los terrenos fraccionados son grandes. Todavía se pueden observar varias construcciones que son excelente muestra de este ejemplo, destacando principalmente el Edificio Polanco, el Pasaje Polanco, el Obelisco o monumento a Simón Bolívar sobre el cruce de Julio Verne, Campos Elíseos y Reforma (antigua entrada a la colonia), algunas de las casas a lo largo de la Avenida Julio Verne y Campos Elíseos, y otras cuantas construidas alrededor del Parque Lincoln y la Avenida Horacio.
Para su traza se eligió la cuadrícula, con manzanas cuyas esquinas forman ángulos de 90 grados. Contando con grandes banquetas y jardineras.
A fines de la década de 1950 surge el estilo funcionalista, de cuyas construcciones resaltan el Conservatorio Nacional de Música, el Liceo Franco-Mexicano, y el edificio del Hospital Español. Entre los arquitectos que realizaron obras en Polanco se encuentran Vladimir Kaspé, Mario Pani, Enrique de la Mora, entre otros.
Ya desde 1980 el repertorio arquitectónico de Polanco se ha enriquecido con obras como las torres de César Pelli (Residencial del Bosque 1 y Residencial del Bosque 2 y corporativo Coca Cola), el Hotel Marriott, el centro comercial Moliere Dos22 y, aunque cercano a la colonia, el hotel Camino Real Polanco y el Auditorio Nacional.

### Templos

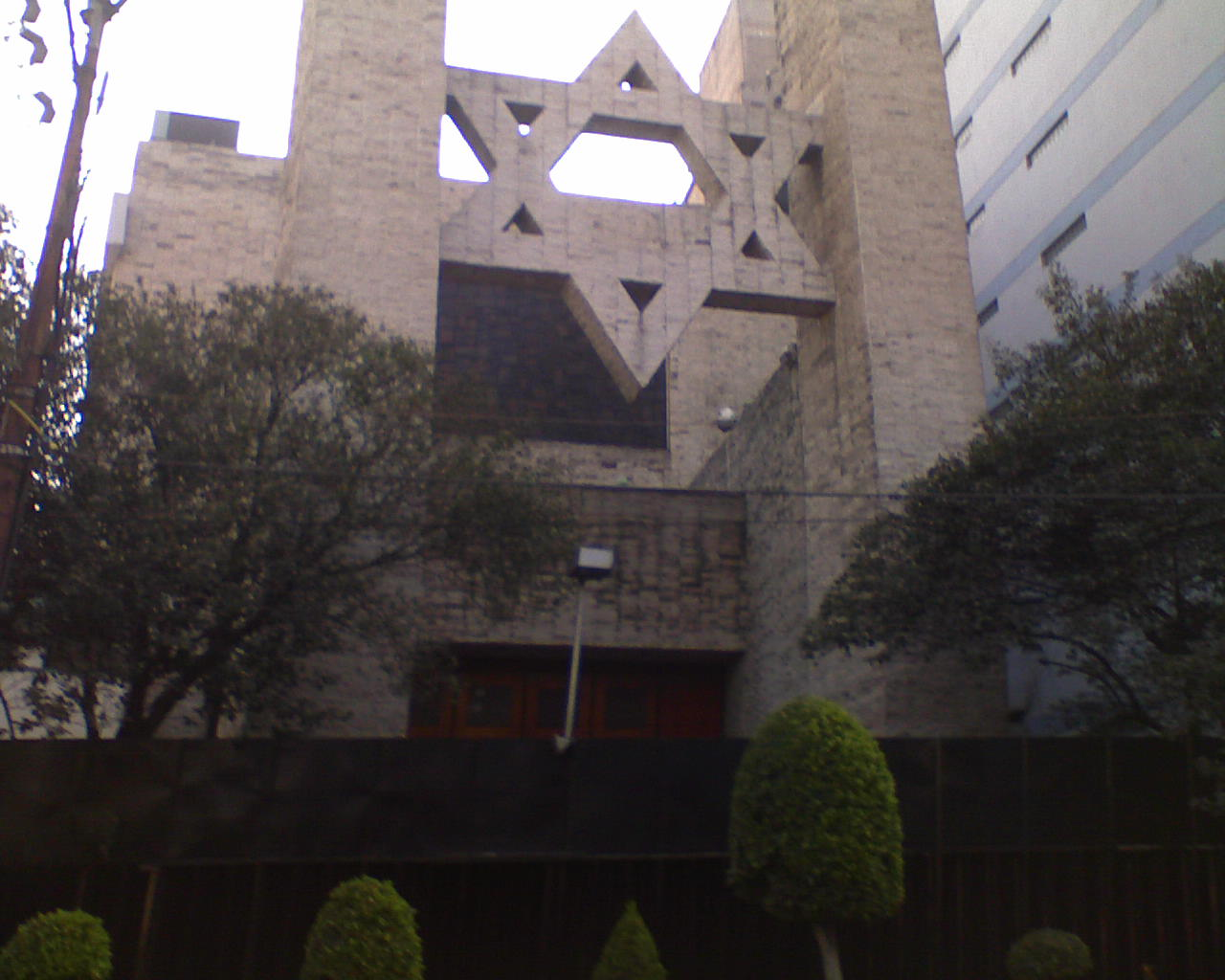
Sinagoga en Polanco

En la colonia Polanco hay templos de varias religiones. En el caso del culto católico se encuentra el Templo de San Agustín, ubicado frente al parque de Avenida Horacio y Musset. Hacia al poniente, también sobre Horacio, está el templo de San Ignacio de Loyola. Y, más adelante en esa misma dirección, la Parroquia Francesa, en Horacio y Privada de Horacio. En dirección contraria, en la esquina de Newton y Homero, Nuestra Señora del Buen Consejo.
Por lo que toca al judaísmo, en la zona existen diversas sinagogas como Beth Yitzchak, que se encuentra en Eugenio Sue, entre Luis G. Urbina y Campos Elíseos; Maguen David, en Presidente Masaryk esquina con Bernard Shaw y Beth-El, ubicada en Horacio y Privada de Horacio.

### Teatros
Dentro del parque Abraham Lincoln se encuentra el Teatro Ángela Peralta, un anfiteatro al aire libre obra de Enrique Aragón Echegaray con un escenario de tipo concha acústica. Y en la zona aledaña, en la colonia Nueva Granada, está el Teatro Telcel.

### Museos
1. Museo Nacional de Antropología (en la zona aledaña del Bosque de Chapultepec)
2. Sala de Arte Público David Alfaro Siqueiros
3. Museo Tamayo Arte Contemporáneo (en el Bosque de Chapultepec)
4. Museo Autoservicio Antara
5. Museo Soumaya (en Nuevo Polanco)
6. Museo Jumex (en Nuevo Polanco)

#### Galerías de Arte
1. Abric Colección
2. Alberto Misrachi
3. Emilia Cohen
4. Enrique Guerrero
5. Ginocchio
6. Juan Martín
7. Praxis México
8. Oscar Román
9. Torre del Reloj
10. PETRARCA318
11. Nave Atelier, escuela de arte.

### Edificios en Polanco
En la colonia se han construido edificios que superan la barra de los 100 metros, como es el caso de los siguientes:
- Hyatt Regency México City 142 m
- Presidente InterContinental Hotel 130 m
- Residencial del Bosque 1 128 m
- Residencial del Bosque 2 128 m
- Torre Reforma II 117 m
- Hotel JW Marriott 112 m
- Hotel W México 109.0 m

## Atractivos

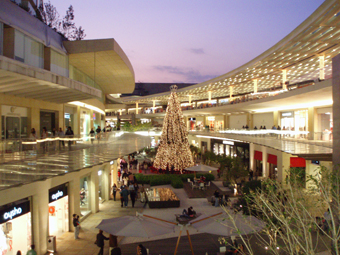
Centro Comercial Antara Polanco

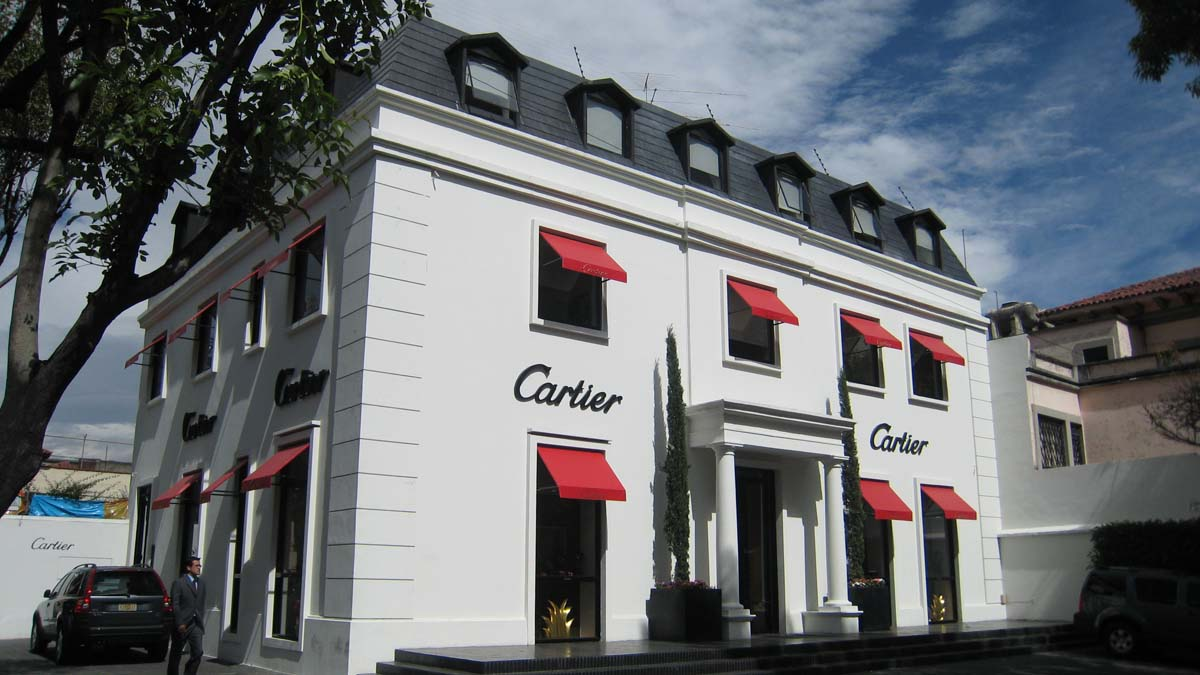
Tienda Cartier en Avenida Presidente Masaryk

Avenida Presidente Masaryk es sede de las más famosas y prestigiadas boutiques de México, así como de restaurantes de variada categoría, algunos de los cuales ocupan antiguas casonas, entre los que se encuentran 3 de los 50 mejores restaurantes del mundo según la lista oficial de S. Pellegrino. Antara Polanco, es un centro comercial al aire libre.

## Educación
Algunas escuelas que se encuentran dentro de Polanco son:
- Colegio Ciudad de México.[10]
- Colegio Francés Pasteur
- Colegio Romera
- Conservatorio Nacional de Música (México)
- Escuela Normal de Especialización
- Liceo Franco Mexicano[11]
- Universidad Mexicana Polanco (Plantel Central)

## Residentes famosos
- María Félix[12]
- Emilio Azcárraga Vidaurreta
- Agustín Lara
- Luis Herrera de la Fuente
- David Alfaro Siqueiros